# Рудзит, Казимир Андреевич
Казимир Андреевич Рудзит (1895—1924) — военный деятель, участник Первой мировой войны, Участник Советско-польской войны с мая 1920 г., Гражданской войны.

## Биография
Латыш. Родился в 1895 г. в Латвии в крестьянской семье. Член ВКП(б) с 1918 г.

### В РИА
Призван в РИА в ?.
Окончил Одесскую школу авиации в 1916 году. Участник 1-й мировой войны на Западном фронте.
С мая 1916 г. летчик 34-го корпусного авиационного отряда.
охотник-доброволец, рядовой, 2-го корпусного авиационного отряда
Переведен в 7-й Сибирский корпусной авиационный отряд, военный лётчик, старший унтер-офицер.
Награждён Георгиевскими крестами 4-й и 2-й степени. Награждён Георгиевским крестом 2-й степени №36466. из представления:

«За то, что 29.04.1917г., вызвавшись охотником, при условиях весьма неблагоприятных для полетов произвел разведку в районе м.м. Понары-Глинная и, несмотря на сильный обстрел неприятельской артиллерии, добыл и доставил важные сведения о передвижении противника».

«Будучи прикомандирован к 34-му као совершал боевые полеты на фронте 38-го ак 31 мая, 2, 3, 4, 5, 6, 8 и 13 июня под сильным действительным ружейным, пулеметным и артиллерийским огнем противника, зачастую при весьма неблагоприятных атмосферных и технических условиях для полета. При полете 31.05.1917, охраняя наш корректирующий самолет, неоднократно опускаясь на малую высоту, вследствие большой облачности попадал под сильный ружейный и пулеметный огонь противника и, несмотря на пробоины в самолете, продолжал исполнять свою прямую задачу, благодаря своему хладнокровию и мужеству, чем дал возможность нашему самолету закончить успешно корректирование стрельбы нашей артиллерии. При полетах 3, 5 и 6 июля 1917 г., охраняя наш самолет, корректирующий стрельбу нашей артиллерии, неоднократно вступал в бой с самолетами противника, пытавшегося заставить прекратить работу нашего корректирующего самолета и, несмотря на то, что иногда приходилось выдерживать сразу нападение нескольких самолетов противника, заставлял их уходить вглубь своего расположения, чем давал возможность нашим самолетам успешно выполнять свои задачи. 3 июля было пристреляно с переходом на поражение 5 неприятельских батарей, 5 июля-4 неприятельские батареи, 6 июля-6 батарей. 15 июля отличился в делах против неприятеля вновь— 
За боевые отличия произведен в прапорщики инженерных войск (21.10.1917 г.)

### В РККА
В РККА с января 1918 г.
Участник гражданской войны. Красвоенлет, с апреля 1918 г. - командир 1-й воздушной эскадрильи Московского революционного авиаотряда.
Командир 1-го авиаотряда Южного фронта
С 12.6.1919 г. - командир 15-го разведывательного авиаотряда в составе 8-й и 9-й Кубанской армии
На июль 1919 г. совершил при крайне тяжелых технических условиях и с явной опасностью для жизни 23 боевых полета.
С 28.10.1919 г. начальник авиации и воздухоплавания 12-й армии Юго-Западного фронта Участник Советско-польской войны с мая 1920 г.
С 1920  Командир разведывательного авиоотряда 229 полка. Награждён Орденом Красного Знамени (РСФСР), Прик.РВСР № 478: 1920 г.; Из представления к награде:

Приказ РВСР № 478 от 24 сентября 1920 года. Орден Красное Знамя РСФСР №
«Утверждается присуждение на основании приказов РВСР 1919 г. № 511 и 2322 Реввоенсоветом 9-й Кубанской армии ордена Красного Знамени... командирам разведывательных авиаотрядов: 15-го, тов. Рудзиту Казимиру Андреевичу... за совершенные ими при крайне тяжелых технических условиях и с явной опасностью для жизни боевые полеты, которых за время пребывания их на фронте выполнено: первым 23...»
Приказ РВСР № 353 от 31 декабря 1921 года. Орден Красное Знамя РСФСР № ? Вторичное награждение.

«Утверждается присуждение на основании приказов РВСР 1919 года за №№511 и 2322 Реввоенсоветом Западного фронта ордена Красного Знамени нижепоименованным лицам за выдающуюся стойкость и доблесть, проявленные в период бывших наступательных боёв на Варшаву и последовавших затем арьергардных боях, а именно летчику 15-го авиаотряда тов. Рудзит...»— 
С 1921 г. командир разных авиачастей КВО.
С 18.5.1924 г. командир 1-го отд. рао «Ильич» в Харькове.
Погиб 23 августа 1924 года на 2-х всесоюзных планерных соревнованиях близ г. Феодосия в результате катастрофы планера «Бумеранг»: на взлете разрушилась обойма переднего лонжерона, связывавшая обе его половины.

## Награды
- Орден Красного Знамени(РСФСР) (1921)[4].
- Орден Красного Знамени(РСФСР) [5]</ref>

## Память
- На могиле установлен надгробный памятник.

## Воинские чины и звания
Нижний чин
Унтер-офицер
Старший унтер-офицер
Прапорщик (21.10.1917 г.)
Военный лётчик
Командир 